# USS LST-735
O USS LST-735 foi um navio de guerra norte-americano da classe LST que operou durante a Segunda Guerra Mundial.

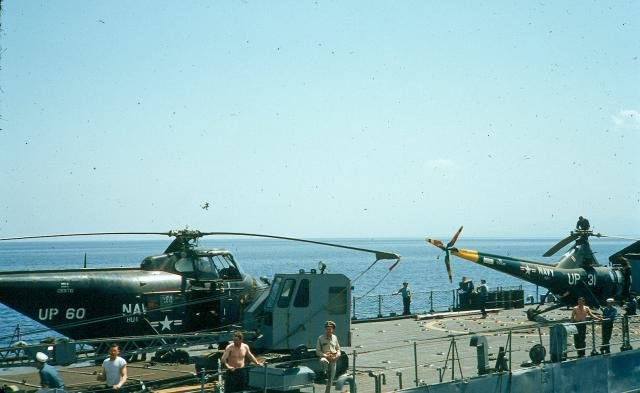
USS LST-735.